# Fiat Fullback
FIAT Fullback – samochód osobowy typu pickup klasy średniej produkowany pod włoską marką FIAT w latach 2015–2019.

## Historia i opis modelu

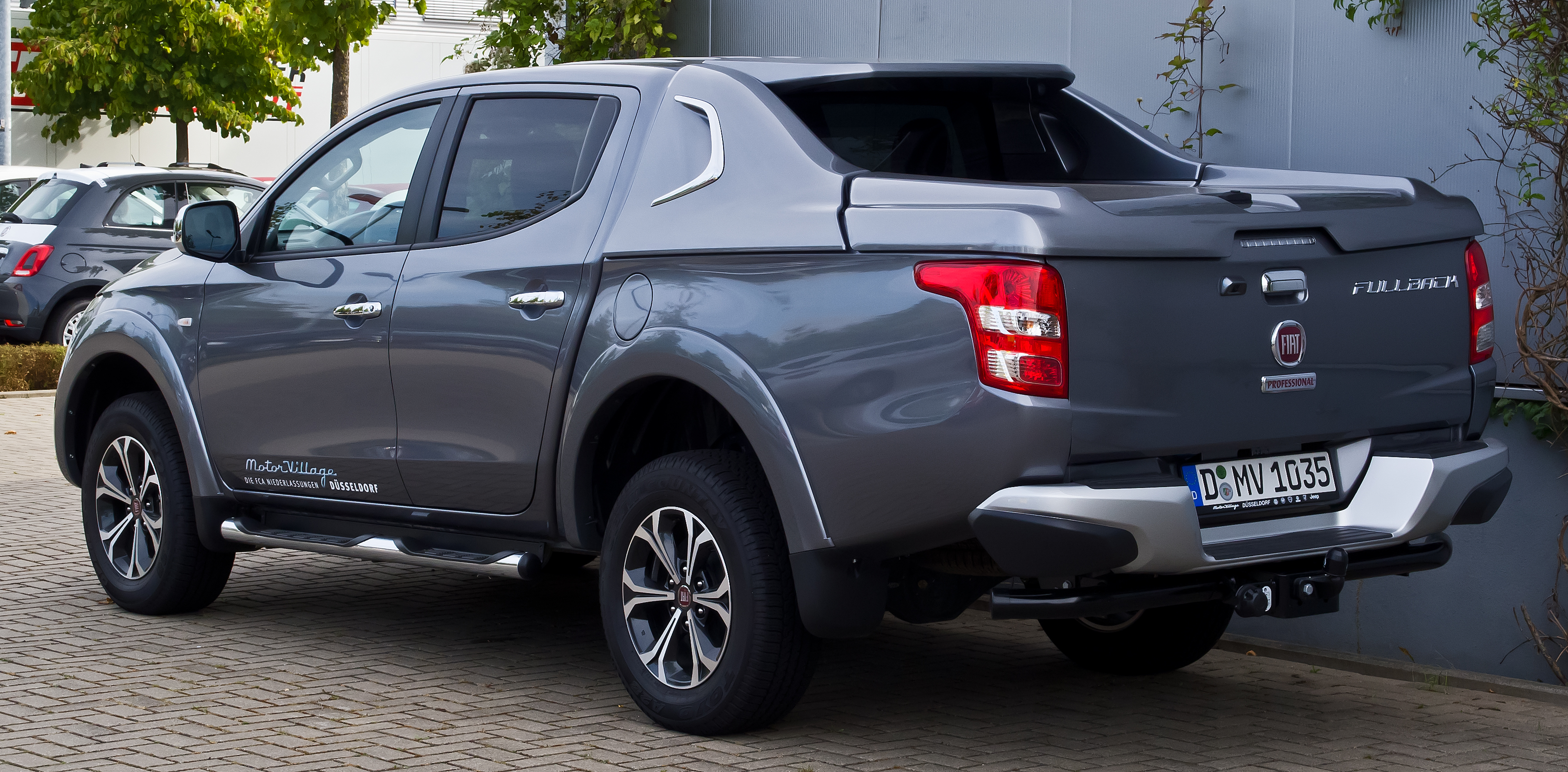
Fiat Fullback - tył

Samochód został po raz pierwszy oficjalnie zaprezentowany podczas targów motoryzacyjnych w Dubaju w listopadzie 2015 roku. Pojazd zbudowany został na bazie Mitsubishi L200 V generacji. W stosunku do pierwowzoru auto otrzymało nowy pas przedni z innym zderzakiem, reflektorami oraz atrapą chłodnicy, nowy wzór alufelg oraz logotyp Fiata na kierownicy. Pojazd oferowany jest w Europie, Ameryce Łacińskie, Afryce oraz na Bliskim Wschodzie. Auto występuje jako 2 i 4-drzwiowy pickup (Single Cab, Double Cab) oraz 2-drzwiowa wersja z przedłużoną kabiną (Extended Cab), a także jako podwozie do zabudowy.
Na Bliskim Wschodzie i wybranych rynkach Ameryki Południowej Fullback oferowany był pod marką Ram Trucks jako Ram 1200. Samochód wycofano z rynku zaledwie po 3 i pół roku produkcji z powodu niskiego zainteresowania.

### Silniki
| 2.4 JTD     | 2442 | R4 | 180 (133)/3500 | 430/2500      | b.d. | b.d. |
| 2.4 JTD 4x4 | 2442 | R4 | 180 (113)/3500 | 380/1500-2500 | b.d. | b.d. |

### Wyposażenie
Samochód wyposażony może być m.in. w klimatyzację, radio, system nawigacji satelitarnej z ekranem dotykowym, system Bluetooth oraz kamerę cofania, a także wielofunkcyjną kierownicę skórzaną tapicerkę.